# Fritz Hofmann (nhà hóa học)
Fritz Hofmann (tên đầy đủ là Friedrich Carl Albert Hofmann) sinh ngày 2 tháng 11 năm 1866 tại Kölleda, từ trần ngày 22 tháng 10 năm 1956 tại Hannover) là một nhà hóa học người Đức. Ông nổi tiếng là người đã phát minh ra cao su tổng hợp (cao su nhân tạo).

## Cuộc đời và sự nghiệp
Fritz Hofmann sinh tại thành phố Kölleda, gần Weimar. Sau khi học dược học ở Đại học Berlin, ông chuyển sang học hóa học tại Đại học Rostock. Ông đậu bằng tiến sĩ năm 1895 thuộc hạng magna cum laude (hạng danh dự).
Ông vào làm việc ở hãng dược phẩm Bayer AG ở Elberfeld năm 1897. Ông tập trung vào việc phát triển sản xuất các dược phẩm, song song với việc nghiên cứu cao su tổng hợp.
Năm 1907 ông sản xuất mẻ cao su tổng hợp đầu tiên bằng cách trùng hợp hóa (polymerization) các Diene liên hợp. Phát minh của ông đã được Kaiserliche Patentamt cấp bằng sáng chế ngày 12 tháng 9 năm 1909 · .
Ông được thưởng huy chương vàng Emil Fischer của Hội Hóa học Đức năm 1912 cho các nghiên cứu về cao su tổng hợp.
Năm 1918, ông làm giám đốc Viện nghiên cứu Than đá của Hội Max-Planck (Max-Planck-Gesellschaft) tại Wrocław.
Năm 1945, ông trở lại Kölleda làm việc trong lãnh vực liệu pháp hóa học (chemotherapy).
Ông trở thành công dân danh dự của thành phố Wrocław và thành phố quê hương Kölleda trong dịp kỷ niệm sinh nhật thứ 70 của mình.